# تاکاآکی انوکی
تاکاآکی انوکی (انگلیسی: Takaaki Enoki; زاده ۵ ژانویهٔ ۱۹۵۶) بازیگر تلویزیون و بازیگر سینما اهل کشور ژاپن است.
از فیلم‌ها یا برنامه‌های تلویزیونی که وی در آن نقش داشته‌است می‌توان به آسمان و زمین، چنگیز خان: تا انتهای زمین و دریا، سانادا تایهیکی و کیرین می‌آید اشاره کرد. او در فیلم فرش باد (۲۰۰۳) ساخته کمال تبریزی نیز نقش‌آفرینی کرده است.